# Matt Johnson (Filmschaffender)

Matt Johnson (2022)

Matt Johnson (* ca. 1985) ist ein kanadischer Regisseur, Drehbuchautor und Schauspieler. Bekanntheit erlangte er durch seine Independent-Filme The Dirties (2013) und Operation Avalanche (2016).
Mit seinem dritten Spielfilm BlackBerry (2023), der den Aufstieg und Fall des BlackBerry-Telefons dokumentiert, erreichte Johnson große Anerkennung und kommerziellen Erfolg. Der Film wurde im Wettbewerb der 73. Internationalen Filmfestspiele Berlin uraufgeführt und erhielt mehrere Auszeichnungen, darunter den Rogers Best Canadian Film Award der Toronto Film Critics Association.
Neben seinen Spielfilmen ist Johnson auch als Autor, Hauptdarsteller und Regisseur der Mockumentary-Sitcom Nirvanna the Band the Show bekannt.

## Karriere
Johnson begann 2007 seine Karriere mit der Webserie Nirvana the Band the Show (2007–2009). In der 10-teiligen Serie, bei der er Regie führte und neben Jay McCarrol eine der beiden Hauptrollen spielt, versucht die fiktive Band „Nirvana the Band“ in einem angesagten Konzertsaal einen Auftritt zu bekommen. Die Serie war für Johnson später typisch eine Mockumentary, deren Dialoge improvisiert und teilweise mit versteckter Kamera gefilmt wurde.
Johnsons erster Spielfilm – The Dirties – wurde Ende 2011, nach seinem Besuch der York University mit dem Schwerpunkt „Film“, gedreht und erschien im Jahr 2013. Er feierte beim Slamdance Film Festival Premiere, bei den er auch den Preis für den besten Spielfilm erhielt. Für den Film, eine Mischung aus Mockumentary, Found Footage, Dokumentar- und Spielfilm über Mobbing und Schulamokläufe, schrieb er sich verdeckt an einer High School ein und drehte den Film teilweise mit versteckter Kamera. Die Dialoge wurden, bis auf der letzte Satz, alle improvisiert. Johnson übernahm neben Owen Williams zudem die Hauptrolle. Sie nahmen am Schulalltag als normale Schüler teil, besuchten den Unterricht und wurden dabei von einer kleinen Filmcrew begleitet. Die Mitschüler gingen davon aus, dass Johnson und Williams neu an der Highschool sind und an einem schulischen Filmprojekt arbeiten. Die Idee zum Film hatte Johnson, als er frühe Videoaufnahmen der Täter des Amoklaufs an der Columbine High School sah, die ihn an seine ersten Versuche mit der Kamera erinnerten. Die Kosten des Films, die sie aus eigener Taschen bezahlten, beliefen sich auf 10.000 US-Dollar und weitere 45.000 US-Dollar für die Lizenzierung der verwendeten Musik.
Im Jahr 2014 arbeitete er zeitweise mit Sacha Baron Cohen an einer nicht näher benannten Fernsehserie. Zwei Jahre darauf folgte die Premiere seines zweiten Films – Operation Avalanche – beim renommierten Sundance Film Festival 2016. Das Gesamtbudget des Films belief sich auf 1,25 Mio. US-Dollar. 400.000 US-Dollar davon waren für die reine Produktion, weitere 400.000 US-Dollar wurden an die Lizenznehmer der verwendeten Musik gezahlt. Johnson bat zuvor die Filmförderung Telefilm Canada um eine Mitfinanzierung des Films, die jedoch absagte, da Johnson bereits mit der Filmproduktionsgesellschaft Lionsgate in Verhandlung war. Operation Avalanch wurde teilweise im Lyndon B. Johnson Space Center in Houston gefilmt. Für den Erhalt einer Drehgenehmigung erzählten sie der NASA, dass sie an einem Studentenfilm über die Organisation in den 1960ern arbeiten. Der Film war für sechs Preise bei den Canadian Screen Awards 2017 nominiert, unter anderem Johnson für die beste Leistung eines Regisseurs.
Zwischen Februar und März 2017 lief beim US-amerikanischen Fernsehsender Viceland die erste Staffel der Fernsehserie Nirvanna the Band the Show, die eine Adaption der vorausgegangenen Webserie ist. Zuvor wurden erste Episoden beim Toronto International Film Festival 2016 ausgestrahlt. Die zweite Staffel startete im Oktober desselben Jahres.
2019 war er als Darsteller an der Seite von Deragh Campbell im kanadischen Dramafilm Anne at 13,000 ft zu sehen. Mit ihr spielte er auch eub e Hauptrolle in Kazi Radwanskis Matt und Mara.
Im Februar 2023 feierte Johnsons Film BlackBerry bei der Berlinale Premiere. Er handelt von der Geschichte des gleichnamigen ersten Smartphones.
Im März 2025 lief bei SXSW Film Festival Johnsons Film Nirvanna the Band the Show the Movie, basierend auf der Web- und Fernsehserie.
Johnson lebt im kanadischen Toronto und ist Mitgründer der dort ansässigen Filmproduktionsgesellschaft Zapruder Films.

## Filmografie
- 2007–2009: Nirvana the Band the Show (Webserie, Regie, Drehbuch, Schauspiel)
- 2013: The Dirties (Regie, Drehbuch, Schnitt, Schauspiel)
- 2015: Diamond Tongues (Schauspiel)
- 2015: How Heavy This Hammer (Schauspiel)
- 2016: Operation Avalanche (Regie, Drehbuch, Schauspiel)
- seit 2017: Nirvanna the Band the Show (Fernsehserie, Regie, Drehbuch, Executive Producer, Schauspiel)
- 2018: Spice It Up (Schauspiel)
- 2019: Anne at 13,000 ft (Schauspiel)
- 2021: Matt & Bird Break Loose (Animationsserie, Drehbuch, Produzent, Sprechrolle)
- 2023: BlackBerry (Regie, Drehbuch, Schauspiel)
- 2024: Matt und Mara (Matt and Mara) (Schauspiel)
- 2025: Nirvanna the Band the Show the Movie (Regie, Drehbuch, Schauspiel, Schauspiel)

## Auszeichnungen
| Jahr | Preis                                                | Kategorie                                                               | Film                       | Ergebnis  |
| ---- | ---------------------------------------------------- | ----------------------------------------------------------------------- | -------------------------- | --------- |
| 2013 | Dallas International Film Festival                   | Sonderpreis der Jury                                                    | The Dirties                | Gewonnen  |
| 2013 | Internationales Filmfest Oldenburg                   | Publikumspreis („German Independence Award“)                            | The Dirties                | Nominiert |
| 2013 | Locarno Film Festival                                | Bester neuer Filmemacher („Golden Leopard – Filmmakers of the Present“) | The Dirties                | Nominiert |
| 2013 | Sarasota Film Festival                               | Bester Film („Independent Visions Award“)                               | The Dirties                | Gewonnen  |
| 2013 | Slamdance Film Festival                              | Bester Spielfilm („Grand Jury Sparky Award for Feature Narrative“)      | The Dirties                | Gewonnen  |
| 2013 | Slamdance Film Festival                              | „Spirit of Slamdance Sparky Award“                                      | The Dirties                | Gewonnen  |
| 2013 | Sitges Film Festival                                 | Bester Film („New Visions Award“)                                       | The Dirties                | Nominiert |
| 2013 | Tallinn Black Nights Film Festival                   | Bester Jugendfilm („Just Film Award“)                                   | The Dirties                | Nominiert |
| 2013 | Toronto Film Critics Association Awards              | Aufstrebender Filmemacher („Jay Scott Prize“)                           | The Dirties                | Gewonnen  |
| 2013 | Valdivia International Film Festival                 | Bester Film                                                             | The Dirties                | Nominiert |
| 2014 | Canadian Screen Award                                | Bester Schnitt                                                          | The Dirties                | Nominiert |
| 2014 | Hot Docs Canadian International Documentary Festival | Aufstrebender kanadischer Filmemacher („Lindalee Tracey Award“)         | The Dirties                | Gewonnen  |
| 2014 | Ibn Arabi International Film Festival                | Bester Film („IBAFF Award“)                                             | The Dirties                | Nominiert |
| 2014 | Jerusalem Film Festival                              | Bester erster internationaler Film („FIPRESCI Prize“)                   | The Dirties                | Nominiert |
| 2014 | Vancouver Film Critics Circle                        | Bester Schauspieler in einem kanadischen Film („VFCC Award“)            | The Dirties                | Gewonnen  |
| 2014 | Vancouver Film Critics Circle                        | Bester Regisseur eines kanadischen Films („VFCC Award“)                 | The Dirties                | Nominiert |
| 2016 | Athens International Film Festival                   | Bester Regisseur („Golden Athena“)                                      | Operation Avalanche        | Gewonnen  |
| 2016 | Athens International Film Festival                   | Bester Regisseur („City of Athens Award“)                               | Operation Avalanche        | Gewonnen  |
| 2016 | Athens International Film Festival                   | Bester Film („Golden Athena“)                                           | Operation Avalanche        | Nominiert |
| 2016 | CPH:PIX                                              | Publikumspreis                                                          | Operation Avalanche        | Nominiert |
| 2016 | East End Film Festival                               | Bester Film                                                             | Operation Avalanche        | Nominiert |
| 2016 | Fantasia International Film Festival                 | Bester kanadischer Spielfilm (Publikumspreis)                           | Operation Avalanche        | 3. Platz  |
| 2016 | Fantastic Fest                                       | Bester Film (Publikumspreis)                                            | Operation Avalanche        | 2. Platz  |
| 2016 | Toronto Film Critics Association Awards              | Bester kanadischer Film („Rogers Award“)                                | Operation Avalanche        | Nominiert |
| 2016 | Zurich Film Festival                                 | Bester internationaler Spielfilm („Golden Eye“)                         | Operation Avalanche        | Nominiert |
| 2017 | Canadian Screen Award                                | Beste Regie                                                             | Operation Avalanche        | Nominiert |
| 2017 | Canadian Screen Award                                | Bester Film                                                             | Operation Avalanche        | Nominiert |
| 2018 | Canadian Screen Award                                | Beste Comedyserie                                                       | Nirvanna the Band the Show | Nominiert |
| 2020 | Vancouver Film Critics Circle                        | Bester Nebendarsteller in einem kanadischen Film                        | Anne at 13,000 ft          | Gewonnen  |
| 2020 | Canadian Screen Award                                | Bester Nebendarsteller                                                  | Anne at 13,000 ft          | Nominiert |
| 2023 | San Francisco International Film Festival            | Sloan Science on Screen Award                                           | BlackBerry                 | Gewonnen  |
| 2023 | SXSW Film Festival                                   | Publikumspreis                                                          | BlackBerry                 | Nominiert |
| 2023 | Internationale Filmfestspiele Berlin                 | Goldener Bär                                                            | BlackBerry                 | Nominiert |
| 2024 | Canadian Screen Award                                | Beste Regie                                                             | BlackBerry                 | Gewonnen  |
| 2024 | Canadian Screen Award                                | Bester Film                                                             | BlackBerry                 | Gewonnen  |
| 2024 | Canadian Screen Award                                | Bestes adaptiertes Drehbuch                                             | BlackBerry                 | Gewonnen  |
| 2024 | Canadian Screen Award                                | Bester Nebendarsteller in einer Komödie                                 | BlackBerry                 | Nominiert |